# Ли Хайцюань
Ли Хайцюань (иер. 李海泉, кант.-рус. Лэй Хойчхюнь, 4 февраля 1901, Цзюньань, Империя Цин — 7 февраля 1965, Гонконг) — актёр кантонской оперы, киноактёр.

## Биография

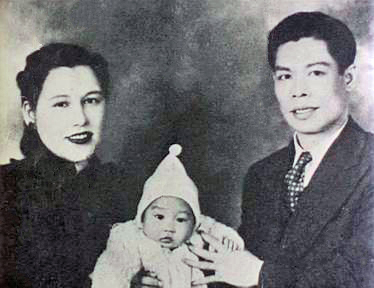
Ли Хайцюань вместе с женой и сыном, Брюсом Ли

Ли Хайцюань родился в посёлке Цзюньань уезда Шуньдэ провинции Гуандун 4 февраля 1901 года. Был ведущим актёром кантонской оперы, сыграл множество ролей на сцене и в кино. Наиболее известен, как исполнитель главной роли в фильмах Dajie Yinsilu (1939), Qimi Yang Zhuangyuan (1947), Xi lu xiang (1950).
Во время турне кантонской оперы по США в 1940 году, в Сан-Франциско, у Ли Хайцюаня и его супруги Грейс Хо, родился второй сын — Брюс Ли, впоследствии ставший знаменитым киноактёром. Младший сын актёра — Роберт Ли, был известен в Гонконге в 1960-х годах как вокалист и основатель популярной бит-группы Thunderbirds.
Ли Хайцюань умер в госпитале Святой Терезы в Гонконге 7 февраля 1965 года, через три дня после своего 64-го дня рождения и спустя неделю после рождения своего внука Брэндона Ли.

## Фильмография

### Актёр
- 1939 — Dajie Yinsilu
- 1947 — Qimi Yang Zhuangyuan — Fu Dock
- 1948 — Huang jin shi jie
- 1948 — Wan zi qian hong
- 1948 — Five Rascals in the Eastern Capital
- 1950 — Xi lu xiang
- 1950 — Dong Xiaowan
- 1952 — Gu ling jing guai
- 1954 — Zi shu nu — Kam Lo Yeh
- 1955 — Hou chuang
- 1958 — Huowang fangong shisi nian

### Документальная хроника
- 1973 — Li Xiao Long di Sheng yu si
- 1984 — Bruce Lee, the Legend[8]